# Панамаренко
Хенри Ван Хервеген (Henri Van Herwegen; творческий псевдоним — Панамаренко (Panamarenko); 5 февраля 1940[…], Антверпен[…] — 14 декабря 2019, Бракель, Фламандский регион) — бельгийский художник и скульптор. В последнее время он являлся одним из самых видных современных художников Бельгии.

## Биография
Панамаренко окончил антверпенскую академию искусств.

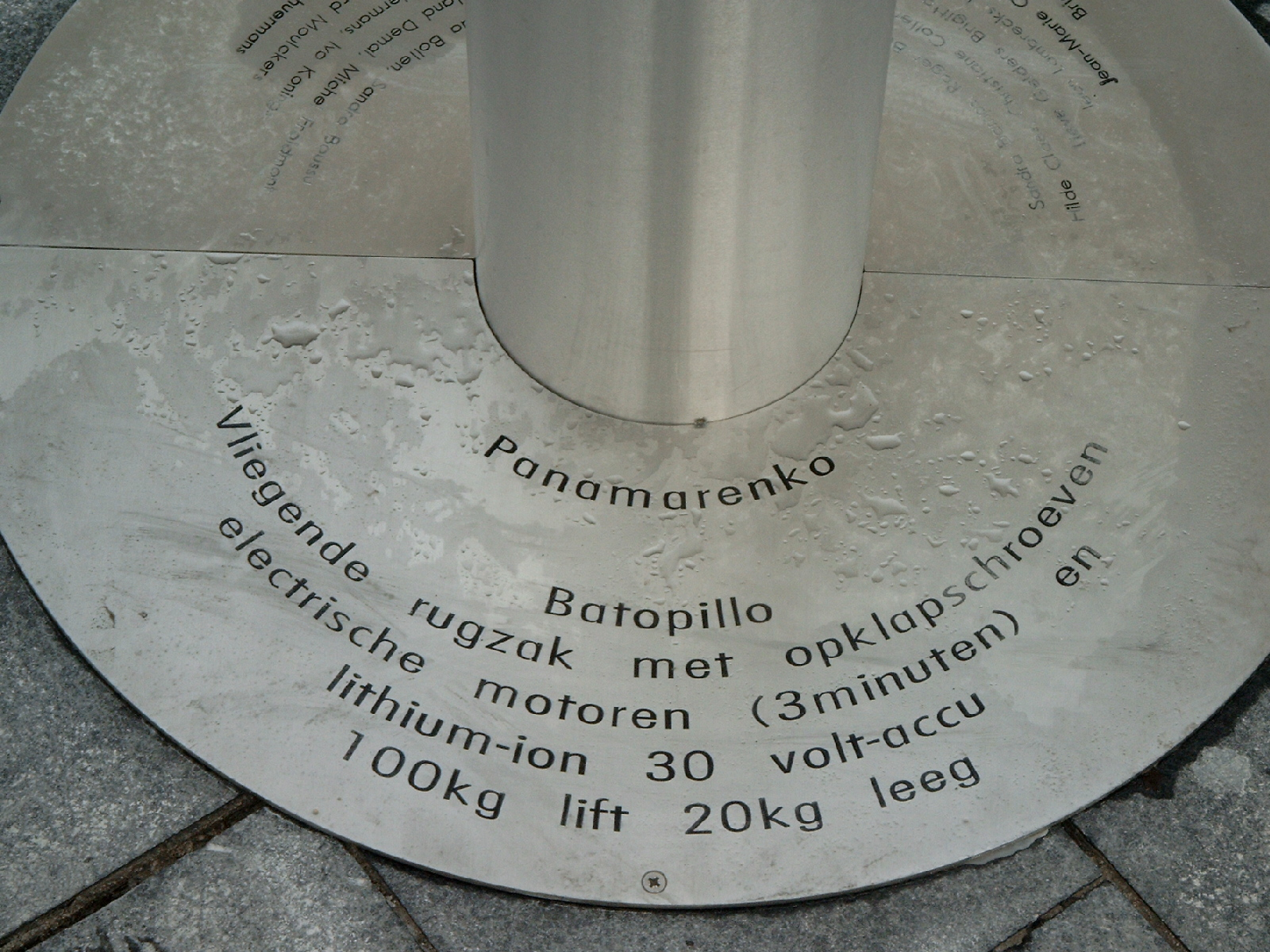
Фрагмент «Батопилло» Панамаренко в Хасселте.

Примерно до 1968 года его творчество носило характер поп-арта, но позднее главной темой стала авиация а также (в меньшей степени) другая транспортная техника. Произведения Панамаренко — это модели (как масштабные, так и в натуральную величину) различных фантастических летательных устройств (самолётов, дирижаблей, махолётов) и прочих механизмов. По утверждению самого художника, полноразмерные работы являются действующими экземплярами, однако по разнообразным причинам до практического использования дело не доходит.
В 1998 году Панамаренко получил Двухгодичную культурную премию (Tweejaarlijkse Cultuurprijs). В 2002 году в Антверпене открылась студия Панамаренко Antwerpse Luchtschipbouw (Антверпенская дирижабельная верфь).